# Ludvík Jindřich Bourbon-Condé
Ludvík Jindřich Bourbon-Condé (13. dubna 1756, Paříž – 27. srpna 1830, Val-d'Oise) byl od roku 1818 do své smrti knížetem z Condé. Byl švagrem Filipa Égalité a synovcem Viktorie de Rohan.

## Původ
Ludvík Jindřich se narodil jako jediný syn Ludvíka Josefa Bourbon-Condé a jeho první manželky Šarloty de Rohan, dcery Karla de Rohan, knížete ze Soubise. Jako člen vládnoucího rodu Bourbonů byl princ královské krve s predikátem Jasnost. Předtím, než zdědil titul knížete z Condé, byl znám jako vévoda z Enghienu a později vévoda z Bourbonu. Poté, co nastoupil po svém otci, stal se Královskou Výsostí.

## Manželství
24. dubna 1770 se ve čtrnácti letech oženil s o šest let starší Batildou Orleánskou, jedinou dcerou Ludvíka Filipa I. Orleánského a Luisy Henrietty Bourbonské. Pár byl oddán v kapli zámku Versailles. Manželé byli ve stejném stupni potomky Ludvíka XIV., jejich prababičky z otcovy strany byly sestry, dcery Madame de Montespan. V roce 1772 se jim narodil jediný syn Louis Antoine. Manželství nebylo šťastné a pár se v roce 1780 rozešel. Ludvík se nikdy znovu neoženil.
Krátce poté Ludvík Jindřich navázal veřejný poměr s operní pěvkyní Marguerite "Mimi" Michelotovou, se kterou měl dvě nemanželské dcery, z nichž se jedna jménem Adéla provdala za hraběte de Reuilly. Během Velké francouzské revoluce Ludvík Jindřich doprovázel svého otce do exilu v Anglii a přežil tak čistku Bourbonů ve Francii, která stála život mimo jiné krále Ludvíka XVI. a jeho manželku Marii Antoinettu.
V roce 1804 byl jeho jediný syn vévoda z Enghienu na příkaz Napoleona v Německu unesen a na základě vykonstruovaného obvinění ze zrady popraven v příkopu zámku Vincennes. Vévoda z Enghienu byl méně než dva měsíce ženat s Šarlotou Luisou de Rohan a neměl žádné potomky.
Ludvík Jindřich se vrátil se svým otcem do Francie po Napoleonově pádu v roce 1814 a oba získali zpět své jmění a veřejné postavení. Po otcově smrti v roce 1818 Ludvík Jindřich získal titul knížete z Condé.

## Restaurace

Uniforma Chasseur à Cheval během období restaurace.

V roce 1814, během restaurace, se stal princ, jako vévoda z Bourbonu, jmenovcem pro 8. bourbonský pluk lehkých koní (8ème Régiment de Chasseurs à Cheval de Bourbon). Po Napoleonově návratu v březnu 1815 se však pluk připojil k Napoleonovi a vévoda emigroval do Belgie. V rámci pěšího sboru byl princ jmenován generálplukovníkem lehké pěchoty a následně se stal jmenovcem pěšího pluku Bourbonské linie, který vznikl sloučením 9. liniového pěšího pluku (9ème Régiment d'Infanterie de Ligne) a 2. a 7. praporu 37. lehkého pěšího pluku (37ème Régiment d'Infanterie Légère). Tento pluk se také přidal k Napoleonovi po jeho návratu z Elby v březnu 1815.

## Konec rodu Condé

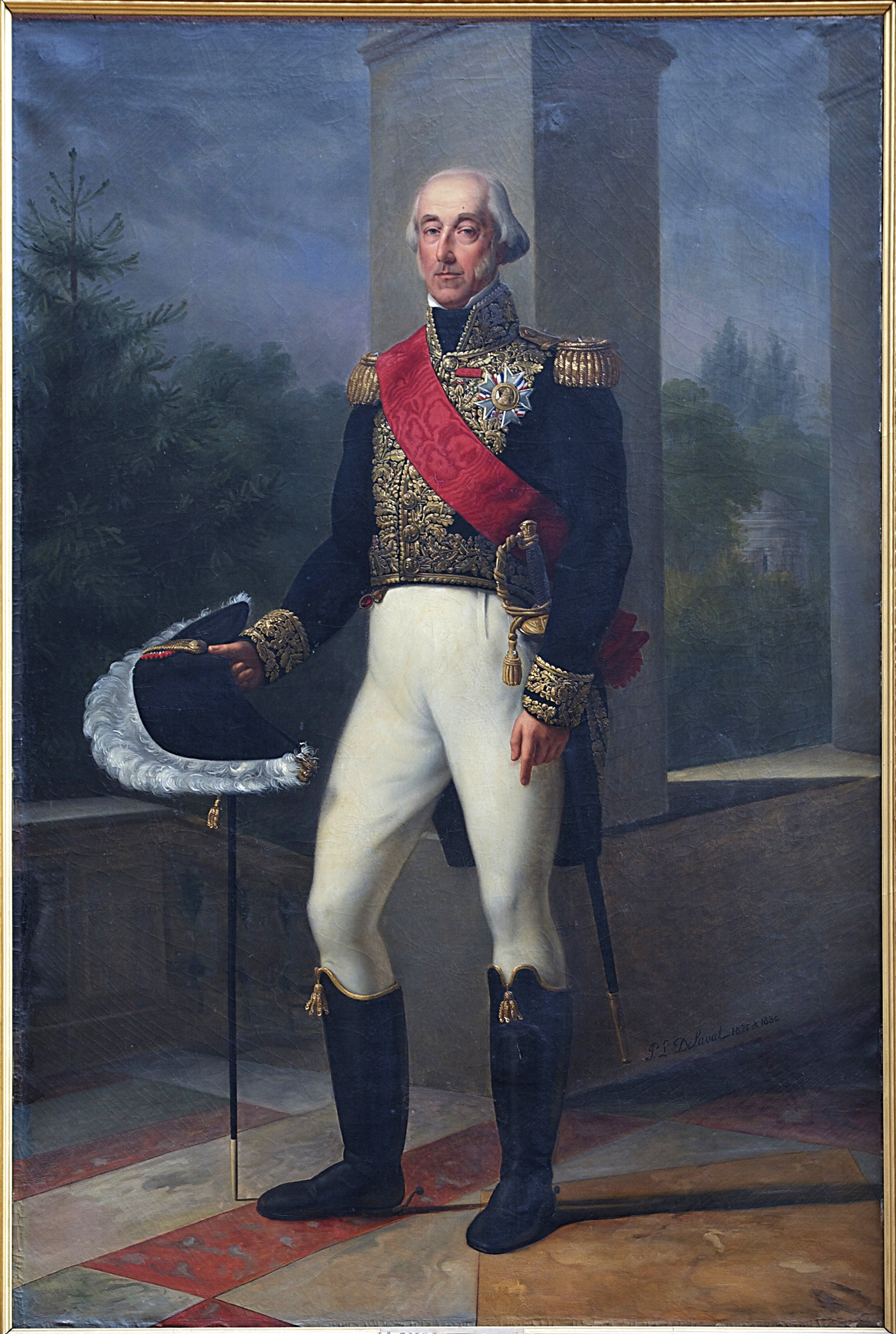
Portrét Pierra Louise Delavala, Musée Condé v Chantilly, Francie.

Během exilu se vévoda z Bourbonu v roce 1811 seznámil u nevěstince v Piccadilly se Sophií Dawesovou nebo Dawovou, služebnou v nevěstinci z Isle of Wight. Ženu a její matku usadil v Londýně v domě na Gloucester Street. Tam prošla rozsáhlým vzdělávacím programem.
Po Restauraci Bourbonů v roce 1815 ji Ludvík Jindřich přivedl do Paříže a domluvil jí sňatek s baronem Adrienem Victorem de Feucheres, důstojníkem královské stráže. To se uskutečnilo, aby mohla Sophie vstoupit do francouzské společnosti. V průběhu vyřizování svého povolení k sňatku však Sophie lhala v několika podrobnostech. Feucheres, který se stal pobočníkem vévody, několik let věřil, že je Sophie nemanželskou dcerou Ludvíka Jindřicha. Když zjistil pravdu, rozešel se s manželkou a informoval Ludvíka XVIII. a skutečném vztahu mezi Ludvíkem Jindřichem a Sophií. Král vykázal Sophii od dvora.
Jako pomstu se Sophie sblížila s hlavou rodu Orléans, vévodu z Orléans Ludvíka Filipa, a jeho prostřednictvím učinila nový vstup do společnosti. Na oplátku souhlasila s využitím svého vlivu na stárnoucího Ludvíka Jindřicha a nechala ho sestavit závěť, která ze syna Ludvíka Filipa, prince Jindřicha, vévody z Aumale, učinila hlavního dědice starého knížete. Sophie dostala za své služby v této záležitosti dva miliony franků. Nový bourbonský král Karel X. ji nakonec znovu přijal u dvora. Uhlazená francouzská společnost ji opět považovala za přijatelnou. Dokonce byla schopna domluvit sňatek své neteře se synovcem státníka Talleyranda.
Tou dobou se Ludvík Jindřich snažil dostat pryč od milenky, která převzala jeho život. V létě 1830 se vrátil do svého domu v Saint-Leu. Tam se dozvěděl o Červencové revoluci.

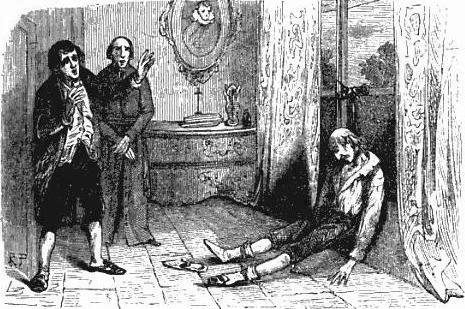
Nalezení knížete. Gravure extraite de lHistoire de Louis-Philippe Ier roi des Français, 1847

Když byl 27. srpna 1830 nalezen mrtvý s provazem kolem krku, ale nohama na zemi, byla baronka podezřelá, proběhlo však vyšetřování, které smrt formálně prohlásilo za sebevraždu. Objevily se zvěsti, že nový francouzský král Ludvík Filip na zločinu spolupracoval se Sophií, protože se obávali, že ona a syn Ludvíka Filipa Aumale – závětní dědici Condého – by mohli být knížetem vyděděni po případném útěku do zahraničí. Později se mezi šlechtou šířily zvěsti, že Condé zemřel, když se zabýval tím, co bylo později známé jako erotická asfyxie. Vzhledem k tomu, že důkazy o smrti v důsledku jakéhokoli trestného činu se zdály nedostatečné, baronka nebyla stíhána, přestože byla v příštích letech zapojena do soudních sporů ohledně dědictví.
Smrtí Ludvíka Jindřicha linie Bourbon-Condé vymřela; jeho statky a bohatství přešly na jeho kmotřence, vévodu z Aumale. Jeho otec, Ludvík Filip, byl podle feudálního práva dědic linií Conti a Condé, protože byl vnukem Luisy Henrietty Bourbonské, dcery Luisy Alžběty Bourbonské, která byla sestrou děda Ludvíka Jindřicha.

## Potomci

Znak Ludvík Jindřicha.

Se svou manželkou Batildou Orleánskou měl Ludvík Jindřich jednoho syna:
- 1. Louis Antoine Henri de Bourbon Condé (2. 8. 1772 Chantilly – 21. 3. 1804 Vincennes), vévoda d'Enghien, poslední mužský potomek rodu de Condé, unesen a popraven na příkaz císaře Napoleona
  - ⚭ 1804 Šarlota Luisa de Rohan (25. 10. 1767 Paříž – 1. 5. 1841 tamtéž)

Následně měl čtyři nemanželské děti se dvěma různými ženami:
- 1. Adelaida "Adéla" Bourbonská (10. 11. 1780 Paříž – 26. 5. 1874 tamtéž), dcera Marguerite Michelotové.
  - I. ⚭ 1803 Patrice Gabriel de Bernard de Montessus (10. 8. 1761 Chalon-sur-Saône – 25. 2. 1831 Paříž), hrabě de Rully
  - II. ⚭ 1833 Guy-Jacques de Chaumont (18. 4. 1787 Paříž – 5. 12. 1851 tamtéž), markýz de Guitry
- 2. Luisa Šarlota Aglaé Bourbonská (10. 9. 1782 Paříž – 1831), dcera Marguerite Michelotové.
- Dcera (prosinec 1817), dítě se Sophií Harrisovou.
- Syn (květen 1819), dítě se Sophií Harrisovou.

## Vývod z předků
|                               |                                         |  |                           |                                                          |  |  |  |  |  |  |  | Jindřich Jules Bourbon-Condé |
|                               |                                         |  |                           |                                                          |  |  |  |  |  |  |  |                              |
|                               | Ludvík III. Bourbon-Condé               |  |                           |                                                          |  |  |  |  |  |  |  |                              |
|                               |                                         |  |                           |                                                          |  |  |  |  |  |  |  |                              |
|                               |                                         |  |                           | Anna Henrietta Bavorská                                  |  |  |  |  |  |  |  |                              |
|                               |                                         |  |                           |                                                          |  |  |  |  |  |  |  |                              |
|                               | Louis Henri de Bourbon-Condé            |  |                           |                                                          |  |  |  |  |  |  |  |                              |
|                               |                                         |  |                           |                                                          |  |  |  |  |  |  |  |                              |
|                               |                                         |  |                           | Ludvík XIV.                                              |  |  |  |  |  |  |  |                              |
|                               |                                         |  |                           |                                                          |  |  |  |  |  |  |  |                              |
|                               | Luisa Františka Bourbonská              |  |                           |                                                          |  |  |  |  |  |  |  |                              |
|                               |                                         |  |                           |                                                          |  |  |  |  |  |  |  |                              |
|                               |                                         |  |                           | Madame de Montespan                                      |  |  |  |  |  |  |  |                              |
|                               |                                         |  |                           |                                                          |  |  |  |  |  |  |  |                              |
|                               | Ludvík Josef Bourbon-Condé              |  |                           |                                                          |  |  |  |  |  |  |  |                              |
|                               |                                         |  |                           |                                                          |  |  |  |  |  |  |  |                              |
|                               |                                         |  |                           | Vilém Hesensko-Rotenburský                               |  |  |  |  |  |  |  |                              |
|                               |                                         |  |                           |                                                          |  |  |  |  |  |  |  |                              |
|                               | Arnošt Leopold Hesensko-Rotenburský     |  |                           |                                                          |  |  |  |  |  |  |  |                              |
|                               |                                         |  |                           |                                                          |  |  |  |  |  |  |  |                              |
|                               |                                         |  |                           | Marie Anna z Löwenstein-Wertheim                         |  |  |  |  |  |  |  |                              |
|                               |                                         |  |                           |                                                          |  |  |  |  |  |  |  |                              |
|                               | Karolína Hesensko-Rotenburská           |  |                           |                                                          |  |  |  |  |  |  |  |                              |
|                               |                                         |  |                           |                                                          |  |  |  |  |  |  |  |                              |
|                               |                                         |  |                           | Maxmilián Karel Albrecht z Löwenstein-Wertheim-Rochefort |  |  |  |  |  |  |  |                              |
|                               |                                         |  |                           |                                                          |  |  |  |  |  |  |  |                              |
|                               | Eleonora z Löwenstein-Wertheim          |  |                           |                                                          |  |  |  |  |  |  |  |                              |
|                               |                                         |  |                           |                                                          |  |  |  |  |  |  |  |                              |
|                               |                                         |  |                           | Marie Polyxena Khuen z Lichtenbergu a Belasi             |  |  |  |  |  |  |  |                              |
|                               |                                         |  |                           |                                                          |  |  |  |  |  |  |  |                              |
| Ludvík Jindřich Bourbon-Condé |                                         |  |                           |                                                          |  |  |  |  |  |  |  |                              |
|                               |                                         |  |                           |                                                          |  |  |  |  |  |  |  |                              |
|                               |                                         |  | Hercule Mériadec de Rohan |                                                          |  |  |  |  |  |  |  |                              |
|                               |                                         |  |                           |                                                          |  |  |  |  |  |  |  |                              |
|                               | Jules de Rohan                          |  |                           |                                                          |  |  |  |  |  |  |  |                              |
|                               |                                         |  |                           |                                                          |  |  |  |  |  |  |  |                              |
|                               |                                         |  |                           | Anne Geneviève de Lévis                                  |  |  |  |  |  |  |  |                              |
|                               |                                         |  |                           |                                                          |  |  |  |  |  |  |  |                              |
|                               | Karel de Rohan, kníže ze Soubise        |  |                           |                                                          |  |  |  |  |  |  |  |                              |
|                               |                                         |  |                           |                                                          |  |  |  |  |  |  |  |                              |
|                               |                                         |  |                           | Ludvík de Melun                                          |  |  |  |  |  |  |  |                              |
|                               |                                         |  |                           |                                                          |  |  |  |  |  |  |  |                              |
|                               | Anna Julie de Melun                     |  |                           |                                                          |  |  |  |  |  |  |  |                              |
|                               |                                         |  |                           |                                                          |  |  |  |  |  |  |  |                              |
|                               |                                         |  |                           | Élisabeth Thérèse de Lorraine                            |  |  |  |  |  |  |  |                              |
|                               |                                         |  |                           |                                                          |  |  |  |  |  |  |  |                              |
|                               | Šarlota de Rohan                        |  |                           |                                                          |  |  |  |  |  |  |  |                              |
|                               |                                         |  |                           |                                                          |  |  |  |  |  |  |  |                              |
|                               |                                         |  |                           | Godefroy Maurice de La Tour d'Auvergne                   |  |  |  |  |  |  |  |                              |
|                               |                                         |  |                           |                                                          |  |  |  |  |  |  |  |                              |
|                               | Emmanuel Théodose de La Tour d'Auvergne |  |                           |                                                          |  |  |  |  |  |  |  |                              |
|                               |                                         |  |                           |                                                          |  |  |  |  |  |  |  |                              |
|                               |                                         |  |                           | Marie Anna Mancini                                       |  |  |  |  |  |  |  |                              |
|                               |                                         |  |                           |                                                          |  |  |  |  |  |  |  |                              |
|                               | Anna Marie Luisa de La Tour d'Auvergne  |  |                           |                                                          |  |  |  |  |  |  |  |                              |
|                               |                                         |  |                           |                                                          |  |  |  |  |  |  |  |                              |
|                               |                                         |  |                           | François Louis Claude Edme de Simiane                    |  |  |  |  |  |  |  |                              |
|                               |                                         |  |                           |                                                          |  |  |  |  |  |  |  |                              |
|                               | Anna Marie Kristýna de Simiane          |  |                           |                                                          |  |  |  |  |  |  |  |                              |
|                               |                                         |  |                           |                                                          |  |  |  |  |  |  |  |                              |
|                               |                                         |  |                           | Anne Thérèse de Simiane                                  |  |  |  |  |  |  |  |                              |
|                               |                                         |  |                           |                                                          |  |  |  |  |  |  |  |                              |